# Abies homolepis
L'abete Nikko (Abies homolepis Siebold & Zucc., 1842) è una pianta della famiglia delle Pinaceae endemica delle zone montane del Giappone.

## Etimologia
Il nome generico Abies, utilizzato già dai latini, potrebbe, secondo un'interpretazione etimologica, derivare dalla parola greca ἄβιος = longevo. Il nome specifico homolepis deriva dalle radici greche ὁμός homós = uguale e λεπιϛ lepís = squama, scaglia riferendosi a squame e brattee della stessa lunghezza nei coni.

## Descrizione
È una conifera di taglia medio-grande che raggiunge altezze di 45 m e il cui tronco può avere sino a 1-5 m di diametro. La corteccia, grigio-marrone, tende a sfogliarsi. I rami principali dipartono dal tronco ad angolo retto, orizzontalmente; i ramoscelli secondari sono lievemente pubescenti, grigi, marroni o marroni-giallastri. Le gemme, marroni con resina bianca, sono di forma ovoidale-conica, di 10-14 mm di diametro.
Le foglie sono aghiformi, di colore verde scuro brillante superiormente, verde-bluastro inferiormente, lunghe fino a 3 cm, con apice ottuso o bifido.
Gli strobili maschili sono ovoidali, verdi-giallastri e lunghi 1,4 cm; gli strobili femminili, resinosi, di color prima viola scuro e poi marrone a maturazione, sono cilindrici, con cima arrotondata, lunghi fino a 10 cm e larghi fino a 4 cm; le scaglie sono dentellate, leggermente pelose. I semi sono grigiastri, lunghi 1,8 cm.

## Distribuzione e habitat
Specie endemica delle isole giapponesi di Honshū, Kyūshū e Shikoku dove vegeta a quote montane comprese tra 700 e 2.000 m su suoli di origine vulcanica, generalmente ben drenati. Alle quote più elevate forma boschi puri o in associazione con Abies veitchii e Larix kaempferi, ma generalmente alle quote più comuni si rinviene in associazione con Fagus crenata, Quercus crispula, Betula grossa, Tsuga diversifolia, Thuja standishii Pinus densiflora. A quote ancora inferiori A. homolepis viene sostituito da Abies firma.

## Tassonomia
Viene accettata la seguente varietà:
- Abies homolepis var. umbellata (Mayr) E.H.Wilson - endemica delle isole di Honshū, Kyūshū e Shikoku, in Giappone

### Sinonimi
Parecchie sottospecie o varietà classificate nel passato, attualmente sono considerate dei sinonimi:
- Picea homolepis (Siebold & Zucc.) Carrière
- Pinus homolepis (Siebold & Zucc.) Antoine

## Usi
L'abete Nikko è una specie ornamentale molto apprezzata in Giappone e in Europa, ed esistono cultivar specifiche per i giardini privati..

## Conservazione
Nonostante la presenza di cospicue sub-popolazioni, la specie è sottoposta a forte pressione da parte dei cervi, con scarsa rigenerazione delle stesse e conseguente trend di decrescita. Per tale motivo la specie è inserita dalla Lista rossa IUCN tra quelle passibili di futuro rischio di estinzione.

## Galleria d'immagini

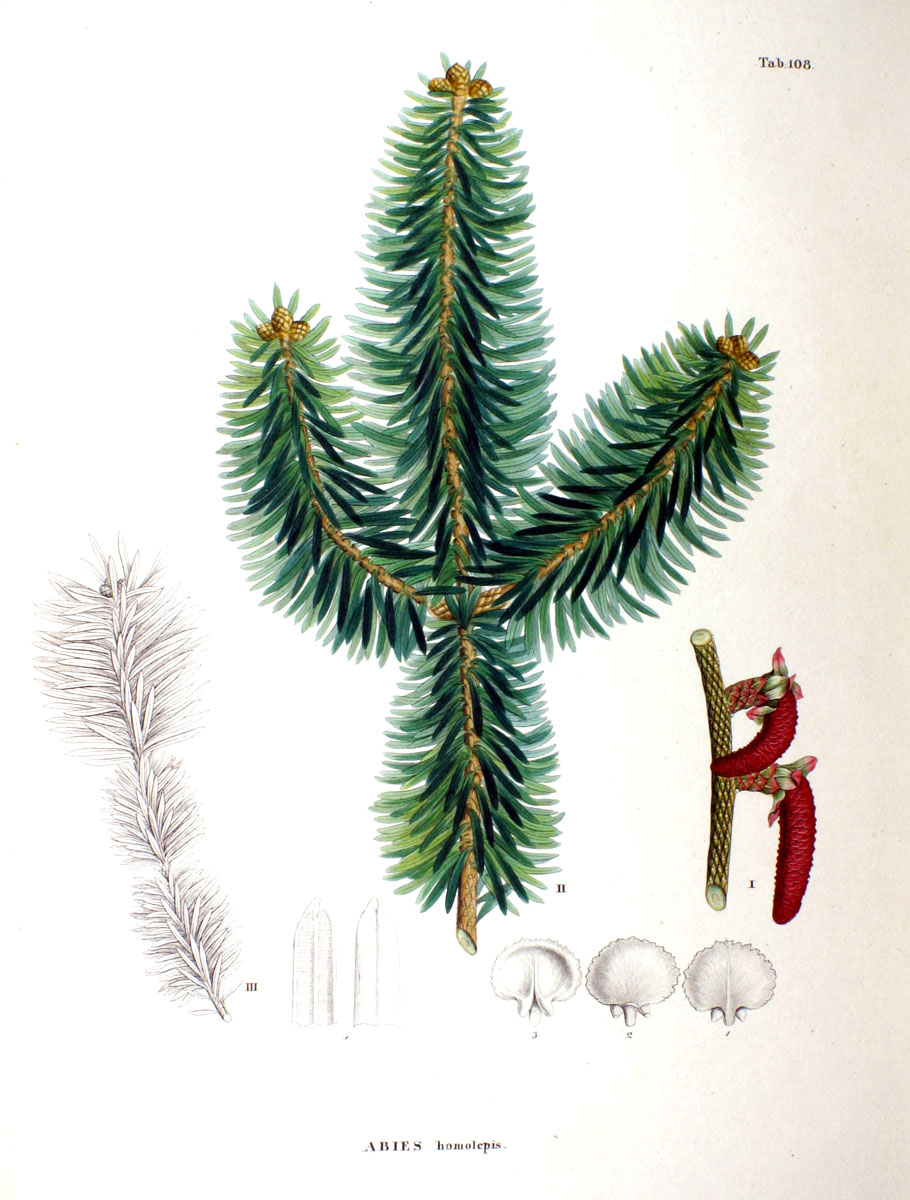
Illustrazione
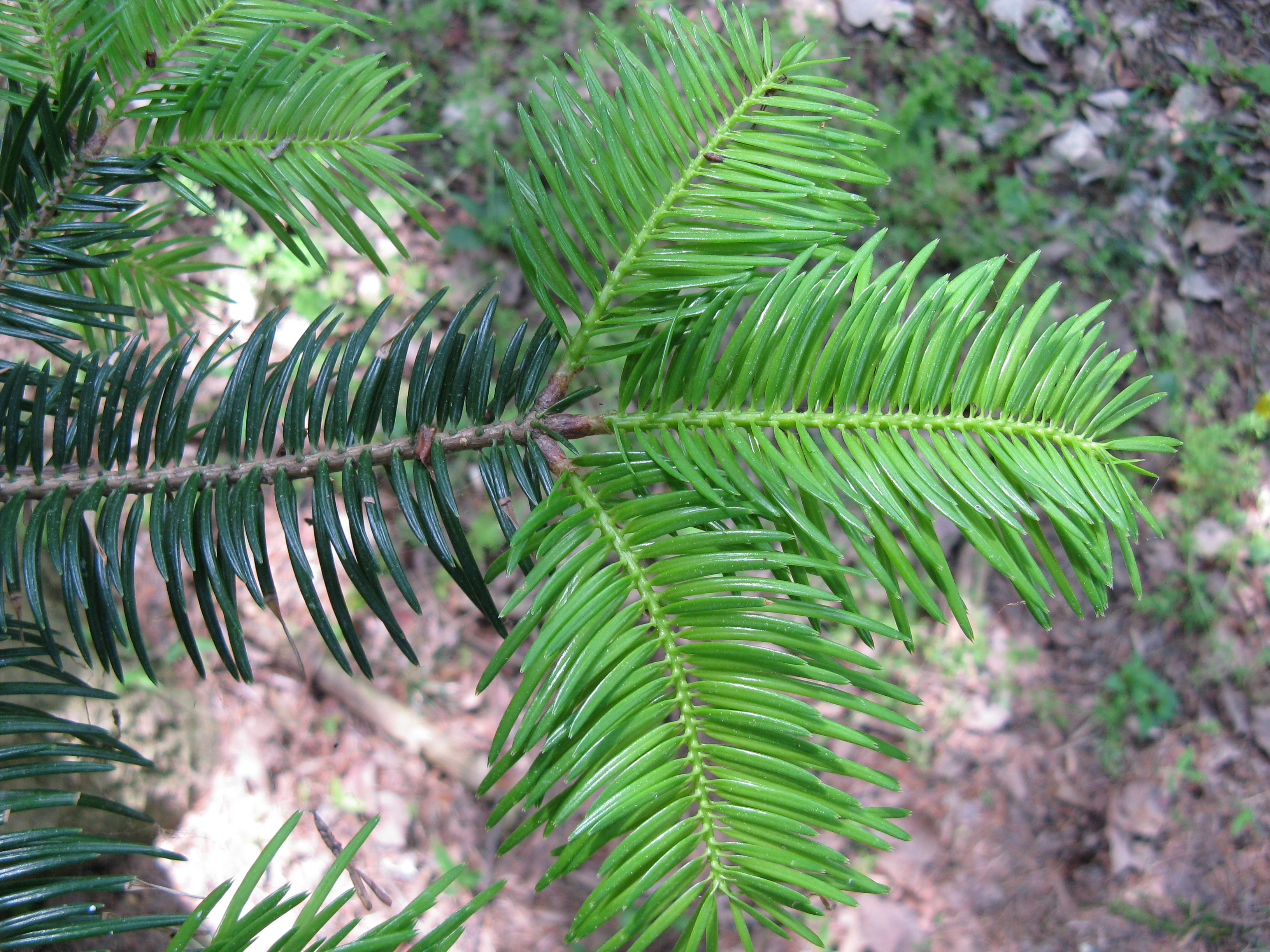
Aghi
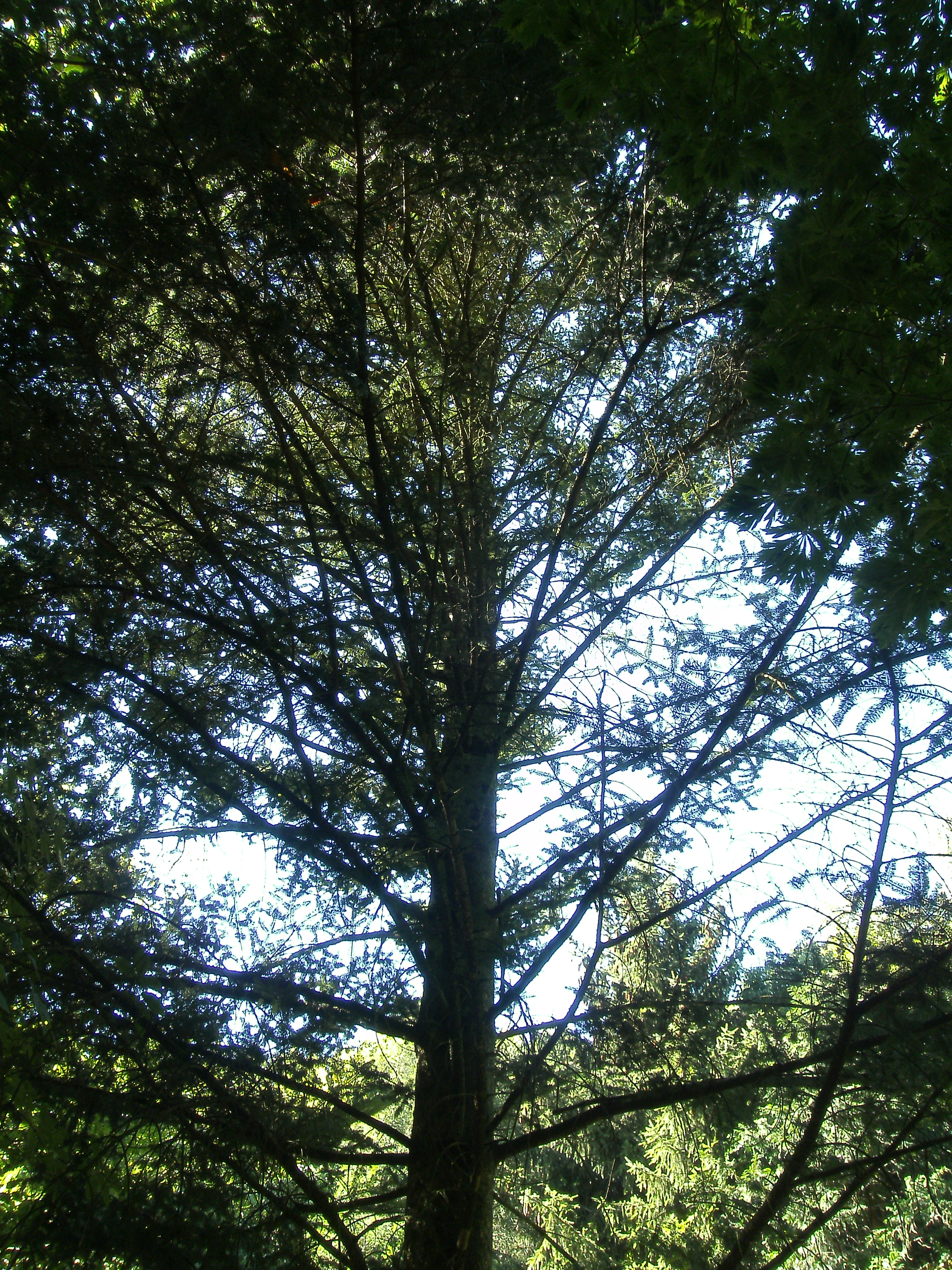
Esemplare maturo
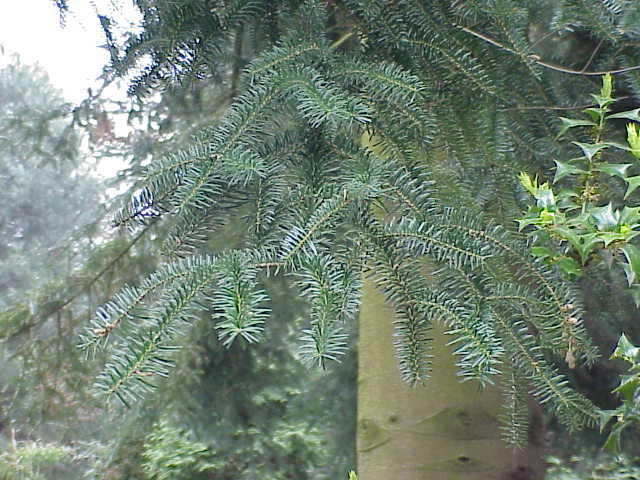
Rami
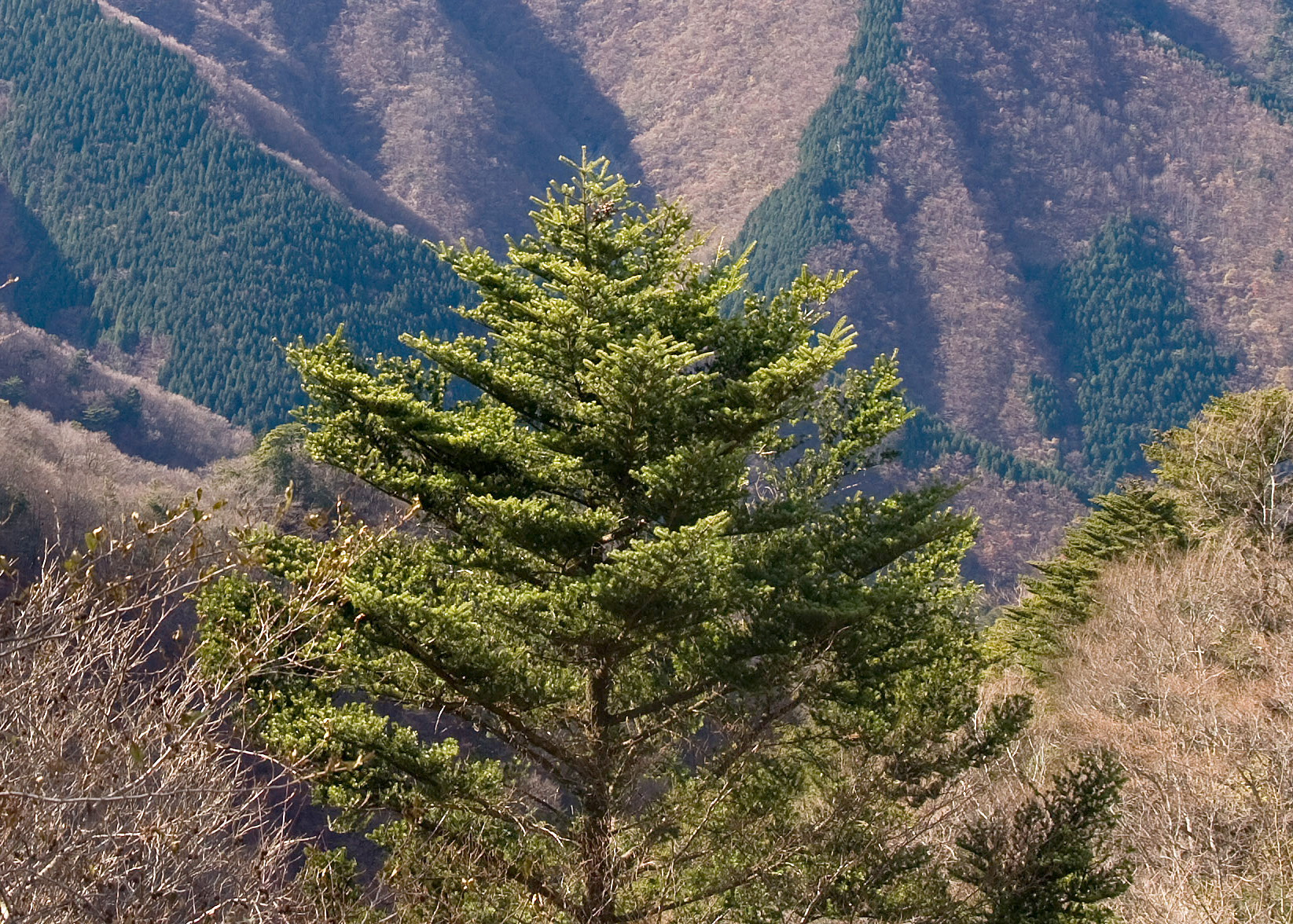
Sommità
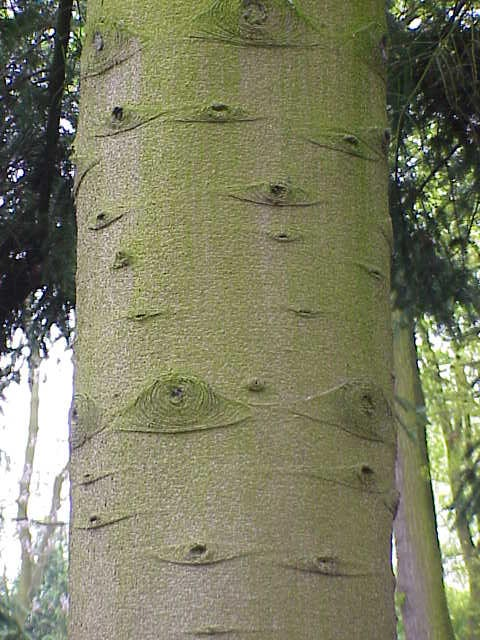
Dettaglio della corteccia
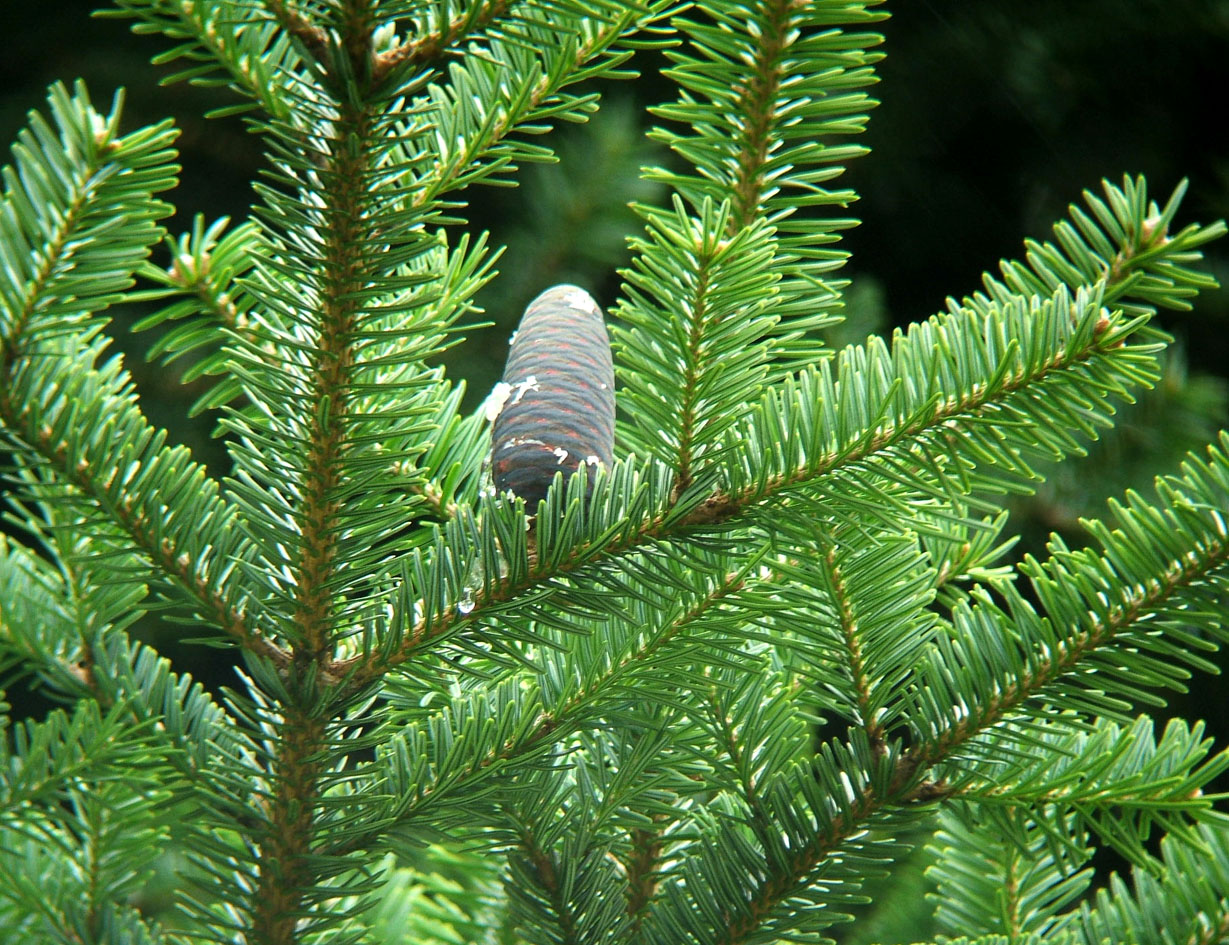
Dettaglio di ramo con coni
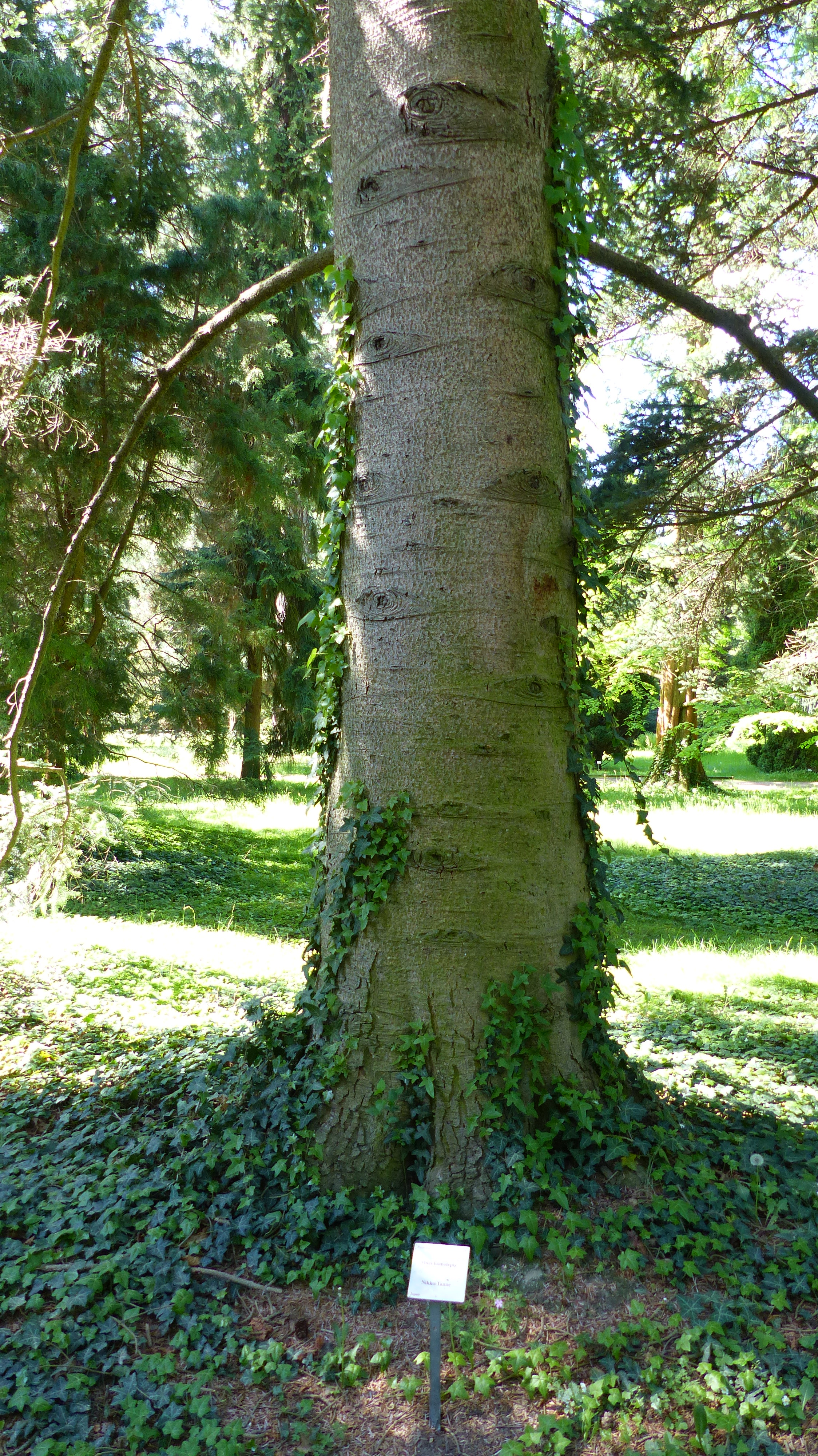
Fusto